# Чупрунов, Фёдор Тимофеевич
Фёдор Тимофе́евич Чупруно́в (17 сентября 1916 — 8 июля 1984) — советский хозяйственный, государственный и политический деятель.

## Биография
Родился в 1916 году в селе Голдино. Член КПСС с 1942 года.
С 1933 года — на хозяйственной, общественной и политической работе. В 1933—1946 гг. — инженер шахты, заместитель начальника комбината треста «Сталиногорскуголь», участник Великой Отечественной войны, политрук роты, командир взвода, командир батальона, парторг ВКП(б) шахтотреста «Донскойуголь», первый секретарь Донского райкома КПСС (Тульская область), заведующий промышленно-транспортным отделом Сурхандарьинского обкома КП Узбекистана, первый заместитель председателя Сурхандарьинского облисполкома, начальник треста «Сурхансовхозводстрой», начальник планового отдела Госкомитета Узбекской ССР по водному хозяйству,
Избирался депутатом Верховного Совета Узбекской ССР 7-го созыва.
Умер в Ташкенте в 1984 году.